# 태백시·영월군·평창군·정선군
태백시·영월군·평창군·정선군은 대한민국의 옛 국회의원 선거구이다. 당시 강원도 태백시, 영월군, 평창군, 정선군 지역을 관할했다.

## 역사
제17대 국회의원 선거를 앞두고 태백시·정선군 선거구와 영월군·평창군 선거구가 통합되면서 신설되었다.
제20대 국회의원 선거를 앞두고 횡성군을 편입하여 태백시·횡성군·영월군·평창군·정선군 선거구를 구성하게 되면서 폐지되었다.

## 역대 국회의원
| 선거   | 정당 | 정당       | 의원   |
| ------ | ---- | ---------- | ------ |
| 2004년 |      | 열린우리당 | 이광재 |
| 2008년 |      | 통합민주당 | 이광재 |
| 2010년 |      | 민주당     | 최종원 |
| 2012년 |      | 새누리당   | 염동열 |

## 역대 선거 결과

### 대한민국 제17대 국회의원 선거
|  | 46.66% |

|  | 41.60% |

|  | 8.02% |

|  | 2.25% |

|  | 1.45% |

### 대한민국 제18대 국회의원 선거
|  | 54.57% |

|  | 42.99% |

|  | 2.43% |

### 2010년 대한민국 재보궐선거
|  | 55.01% |

|  | 44.98% |

### 대한민국 제19대 국회의원 선거
|  | 56.61% |

|  | 40.00% |

|  | 3.37% |